# Anna-Katharina Szagun
Anna-Katharina Szagun, geb. Berndt (* 7. Mai 1940 in Breslau) ist eine deutsche evangelische Theologin.

## Leben
Nach dem Abitur 1959 in Northeim absolvierte sie an der Universität Göttingen von 1959 bis 1962 ein Medizinstudium, von 1962 bis 1966 ein Studium der Sozialwissenschaften und von 1973 bis 1975 ein Lehramtsstudium. Von 1992 bis 2005 war sie Professorin für Religionspädagogik an der Theologischen Fakultät der Universität Rostock.

## Schriften (Auswahl)
- Partnerschaftliches Verhalten von Behinderten und Nichtbehinderten. Möglichkeiten und Grenzen religionspädagogischer Bemühungen in Schule und Kirche zu seiner Anbahnung, Erprobung und Einübung. Münster 1991, ISBN 3-924804-47-8.
- Rostock – Wege entstehen beim Gehen. Münster 2001, ISBN 3-8258-4749-7.
- Universitas semper reformanda. Neue Lernwege in Theologie und Religionspädagogik. Münster 2003, ISBN 3-8258-7041-3.
- Papa erfindet Weihnachten. Jena 2008, ISBN 978-3-938203-75-0.